# Kummelgrundet, Nagu
Kummelgrundet är öar nära Innamo i Nagu,  Finland. De ligger i Skärgårdshavet i Pargas stad i landskapet Egentliga Finland, i den sydvästra delen av landet. Öarna ligger omkring 4 kilometer sydost om Innamo, 6 kilometer nordväst om Nagu kyrka, 35 kilometer sydväst om Åbo och omkring 170 kilometer väster om Helsingfors. Närmaste allmänna förbindelse är förbindelsebryggan vid Innamo som trafikeras av M/S Falkö.
Arean för den av öarna koordinaterna pekar på är 1,5 hektar och dess största längd är 230 meter i öst-västlig riktning. I omgivningarna runt Kummelgrundet växer i huvudsak barrskog. Runt Kummelgrundet är det glesbefolkat, med 8 invånare per kvadratkilometer. Närmaste större samhälle är Rimito, 17,3 km norr om Kummelgrundet.